# Capromys
Capromys é um gênero de roedor da família Capromyidae.

## Espécies
- Capromys gundlachianus Varona, 1983
- Capromys pilorides (Say, 1822)